# ウィニペグ
ウィニペグ（英語: Winnipeg）は、カナダのマニトバ州南部にある都市。人口76万6894人で同州最大の都市かつ州都であり、同州の人口の半分以上が当市に集まっている。2020年7月1日時点での都市圏人口は約85万56人でカナダ8番目の規模である。カナダの小麦生産地帯の中核都市であり、農産物の流通の中心でもある。ウィニペグに住む人たちは通称「Winnipegger（ウィニペガー）」と呼ばれている。

## 歴史
もともとはファースト・ネーションが住み、カヌーを移動手段として狩猟採集による生活をしていたが、1738年に初めて交易所がフランス系の会社によって建設されると、それ以降多くの民族が移住してきた。そのため1869年から、ルイ・リエル率いるメティと東部カナダからの新居者との間にレッドリバー一揆（Red River Rebellion）が勃発した。その後もウィニペグはカナダ国内ではオンタリオ州と共に、最も多くのファースト・ネーションが生活する都市となっている。
1900年代初頭は経済成長が著しく、カナダ国内でもトロントやモントリオールに次ぐ3番目の大都市であったが、1970年代にさしかかるとその成長率にも陰りが見え始め、カルガリーやエドモントンの後塵を拝することになり、2005年には国内では6番目の市に後退した。20世紀後半から2000年初頭にかけては経済格差が顕著となり、貧困層がダウンタウンから北部にかけて居住し、富裕層はタキシード（Tuxedo）エリアや郊外にかけて居住している。その後21世紀に入って移民受け入れも多くなったことや先住民の出生率の高さから人口増加が続き発展を見せている。

## 地理
アメリカ合衆国との国境の北約100kmのプレーリー地帯の一角に位置する。周囲は平原となっており、レッド川流域として知られる肥沃な農地帯でもある。東部カナダと西部カナダを結ぶ起点であり、地理的な重要性から交易の場として栄えた。また、マニトバ湖やウィニペグ湖の南に位置していることから交通の拠点となった。市内でレッド川とアシニボイン川が合流し、ウィニペグ湖へ注ぎ込む。

### 気候
北米の中央部に位置するため、極めて顕著な大陸性気候であり、ケッペンの気候区分では亜寒帯湿潤気候（Dfb）に属する。冬季は極北地域を除き北米で最も寒い都市である。ウィニペグの気象観測地点であるウィニペグ空港における1月の平均気温は-16.1℃であり、1879年12月24日に観測史上最低となる-47.8度を観測するなど、-40℃以下まで下がることも珍しくなく、アラスカ州のアンカレッジよりはるかに寒くなる。それでも、1961-1990平年値の-18.3℃に比べると上昇するなど冬季の温暖化が著しい。一方、夏季は7月の平均最高気温は25度を超え、気温が上がり30℃を超えることが多く、比較的蒸し暑くなる。観測史上最高気温は1936年7月11日に観測された42.2℃であり、夏と冬の極値の気温差は約85度に達するなど非常に顕著な内陸・大陸性気候となっている。
| ウィニペグ (1991−2020)の気候 | ウィニペグ (1991−2020)の気候 | ウィニペグ (1991−2020)の気候 | ウィニペグ (1991−2020)の気候 | ウィニペグ (1991−2020)の気候 | ウィニペグ (1991−2020)の気候 | ウィニペグ (1991−2020)の気候 | ウィニペグ (1991−2020)の気候 | ウィニペグ (1991−2020)の気候 | ウィニペグ (1991−2020)の気候 | ウィニペグ (1991−2020)の気候 | ウィニペグ (1991−2020)の気候 | ウィニペグ (1991−2020)の気候 | ウィニペグ (1991−2020)の気候 |
| 月                           | 1月                          | 2月                          | 3月                          | 4月                          | 5月                          | 6月                          | 7月                          | 8月                          | 9月                          | 10月                         | 11月                         | 12月                         | 年                           |
| ---------------------------- | ---------------------------- | ---------------------------- | ---------------------------- | ---------------------------- | ---------------------------- | ---------------------------- | ---------------------------- | ---------------------------- | ---------------------------- | ---------------------------- | ---------------------------- | ---------------------------- | ---------------------------- |
| 最高気温記録 °C （°F）       | 7.8 (46)                     | 11.7 (53.1)                  | 23.6 (74.5)                  | 34.3 (93.7)                  | 37.8 (100)                   | 38.3 (100.9)                 | 42.2 (108)                   | 40.6 (105.1)                 | 38.8 (101.8)                 | 41.0 (105.8)                 | 23.9 (75)                    | 11.7 (53.1)                  | 42.2 (108)                   |
| 平均最高気温 °C （°F）       | −10.6 (12.9)                 | −8.2 (17.2)                  | −0.3 (31.5)                  | 10.7 (51.3)                  | 18.9 (66)                    | 23.7 (74.7)                  | 26.1 (79)                    | 25.9 (78.6)                  | 20.2 (68.4)                  | 10.8 (51.4)                  | 0.3 (32.5)                   | −7.5 (18.5)                  | 9.2 (48.6)                   |
| 日平均気温 °C （°F）         | −16.1 (3)                    | −13.8 (7.2)                  | −5.9 (21.4)                  | 3.8 (38.8)                   | 11.3 (52.3)                  | 17.2 (63)                    | 19.6 (67.3)                  | 18.7 (65.7)                  | 13.3 (55.9)                  | 5.1 (41.2)                   | −4.3 (24.3)                  | −12.4 (9.7)                  | 3.0 (37.4)                   |
| 平均最低気温 °C （°F）       | −20.6 (−5.1)                 | −8.5 (16.7)                  | −10.5 (13.1)                 | −2 (28)                      | 4.8 (40.6)                   | 11.4 (52.5)                  | 13.6 (56.5)                  | 12.4 (54.3)                  | 7.7 (45.9)                   | 0.4 (32.7)                   | −8.2 (17.2)                  | −16.6 (2.1)                  | −1.3 (29.7)                  |
| 最低気温記録 °C （°F）       | −44.4 (−47.9)                | −45 (−49)                    | −38.9 (−38)                  | −27.8 (−18)                  | −11.7 (10.9)                 | −6.1 (21)                    | 1.1 (34)                     | −1.1 (30)                    | −8.3 (17.1)                  | −20.6 (−5.1)                 | −36.7 (−34.1)                | −47.8 (−54)                  | −47.8 (−54)                  |
| 降水量 mm （inch）           | 11.3 (0.445)                 | 11.8 (0.465)                 | 24.1 (0.949)                 | 28.5 (1.122)                 | 62.7 (2.469)                 | 80.3 (3.161)                 | 73.5 (2.894)                 | 77.0 (3.031)                 | 50.6 (1.992)                 | 37.5 (1.476)                 | 18.7 (0.736)                 | 13.9 (0.547)                 | 489.9 (19.287)               |
| [ 要出典 ]                   |                              |                              |                              |                              |                              |                              |                              |                              |                              |                              |                              |                              |                              |

### 人口
| 年度   | 人口（人） | 増加率（%） |
| ------ | ---------- | ----------- |
| 2016年 | 705,244    | 6.3         |
| 2011年 | 663,617    | 4.8         |
| 2006年 | 633,451    | 2.2         |
| 2001年 | 619,544    | 0.2         |
| 1996年 | 618,477    | 0.3         |
| 1991年 | 616,790    | 4.1         |
| 1986年 | 592,551    | 5.0         |
| 1981年 | 564,373    | 0.6         |
| 1976年 | 560,874    | 127.8       |
| 1971年 | 246,246    | -4.2        |
| 1966年 | 257,005    | -3.2        |
| 1961年 | 265,420    | -           |

- 増加率は過去5年間の人口増加率を意味する。
- 1971年-1976年の増加率は合併によるもの。

| 人種・民族構成（ウィニペグ） 2016年 | 人種・民族構成（ウィニペグ） 2016年 | 人種・民族構成（ウィニペグ） 2016年 | 人種・民族構成（ウィニペグ） 2016年 | 人種・民族構成（ウィニペグ） 2016年 |
| ----------------------------------- | ----------------------------------- | ----------------------------------- | ----------------------------------- | ----------------------------------- |
|                                     |                                     |                                     |                                     |                                     |
| 白人                                | 白人                                |                                     | 64%                                 | 64%                                 |
| 先住民                              | 先住民                              |                                     | 12.5%                               | 12.5%                               |
| フィリピン系                        | フィリピン系                        |                                     | 10.6%                               | 10.6%                               |
| 南アジア系                          | 南アジア系                          |                                     | 5.4%                                | 5.4%                                |
| 黒人                                | 黒人                                |                                     | 3.9%                                | 3.9%                                |
| 中国系                              | 中国系                              |                                     | 2.8%                                | 2.8%                                |
| 東南アジア系                        | 東南アジア系                        |                                     | 1.1%                                | 1.1%                                |

2016年国勢調査によるとウィニペグ市内の人口は70万5,244人（国内7位）、ウィニペグ都市圏の人口は77万8,489人（国内8位）である。カナダの地方都市であるが白人が比較的少なく全人口の内の64%（441,555人）を占めるに過ぎない。ウィニペグに最も特徴的な事は先住民が12.5%（86,035人）を占める点にあり、近年の先住民の人口増加率も高い。特にメティスの割合が高く、メティスはフランス系カナダ人と先住民、特にクリー人との混血が多いためフランス系コミュニティとも密接に繋がっている。北米の50万を超える都市のなかでは先住民が最も多い都市のひとつである。そして、フィリピン系も多く10.6%（73,365人）を占めておりカナダの都市では最大の割合となっている。
ウクライナ系、スコットランド系、フランス系の移民も数多くいる。ダウンタウン周辺から北部にかけてはファースト・ネーションが多く住んでいる。これは歴史的な背景と経済格差が主な理由である。移民たちは基本的に同じ民族の多く住むエリアに移住・生活することが多く、市内でもフランス系の地区、イタリア系の地区、フィリピン系の地区などが見られる。サン・ボニファス地区はカナダ西部で最大のフランス系の拠点となる地区である。

### 言語
| 母語話者（ウィニペグ）2006 | 母語話者（ウィニペグ）2006 | 母語話者（ウィニペグ）2006 | 母語話者（ウィニペグ）2006 | 母語話者（ウィニペグ）2006 |
| -------------------------- | -------------------------- | -------------------------- | -------------------------- | -------------------------- |
|                            |                            |                            |                            |                            |
| 英語                       | 英語                       |                            | 73.3%                      | 73.3%                      |
| タガログ語                 | タガログ語                 |                            | 4.9%                       | 4.9%                       |
| フランス語                 | フランス語                 |                            | 4.1%                       | 4.1%                       |

2006年国勢調査によると言語は英語が73.3%と大半を占めているが、フランス語は全人口の4.1%の母語となっておりフランス語コミュニティが存在する。マニトバにはメティスが多くメティフランス語やミチフ語（フランス語とクリー語の混成言語）も話されている。英語とフランス語のバイリンガル話者は全人口の10%に及びカナダ西部では最も高くなっている。他にタガログ語が4.9%を占め、ドイツ語、パンジャーブ語、ウクライナ語の他、先住民の間ではオジブウェー語やクリー語も話されている。

#### フランス語圏
ウィニペグは18世紀にケベック州からのフランス系住民が先住民との毛皮貿易を行うために移り住んできた。そのため、フランス語コミュニティ（フランコマニトバン）が存在し2006年調査によると全人口の4%の母語となっている。全体の人口比でみると少ないが、特にダウンタウンかからレッド川を渡った向かい側にある人口58,520人のサン・ボニファス地区では全人口の19.5%がフランス語を母語とするカナダ西部最大のフランス語コミュニティとなっている。先住民とフランス系住民の混血のメティスも多い。第二言語としてフランス語を使用している人も少なくない。ここではフランス語が公用語となり、フランス語の標識や看板が掲げられてフランス文化に触れることができる。サン・ボニファス大聖堂と仏語で教育を行うサン・ボニファス大学や仏語系病院のサン・ボニファス病院があり、マニトバ州のフランス系住民の拠点となっている。フランス語とフランス系カナダ人文化の維持・保存が積極的に行われている地区である。冬には西カナダ最大の冬まつりイベントのFestival du Voyageurが開かれている。サン・ボニファスは1971年までは独立した自治体であった。サン・ボニファス出身の著名人はメティスの政治家のルイ・リエルで氏の名を称したエスプラナード・リエル橋がレッド川にかけられておりボニファス地区の入り口となっている。さらに、作家のガブリエル・ロワ、俳優のレン・キャリオー等がいる。
サン・ボニファスからより南へ行ったところにある、人口67,580人のサン・ヴィタル地区でもフランス語は住民の14%の母語となっており、1971年にウィニペグ市に吸収合併されている。

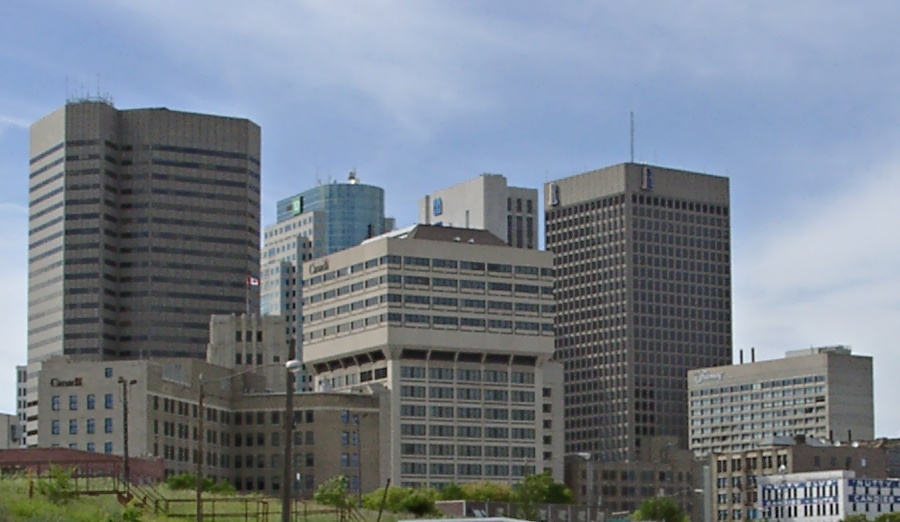
ウィニペグのダウンタウン

ウィニペグの高層ビル

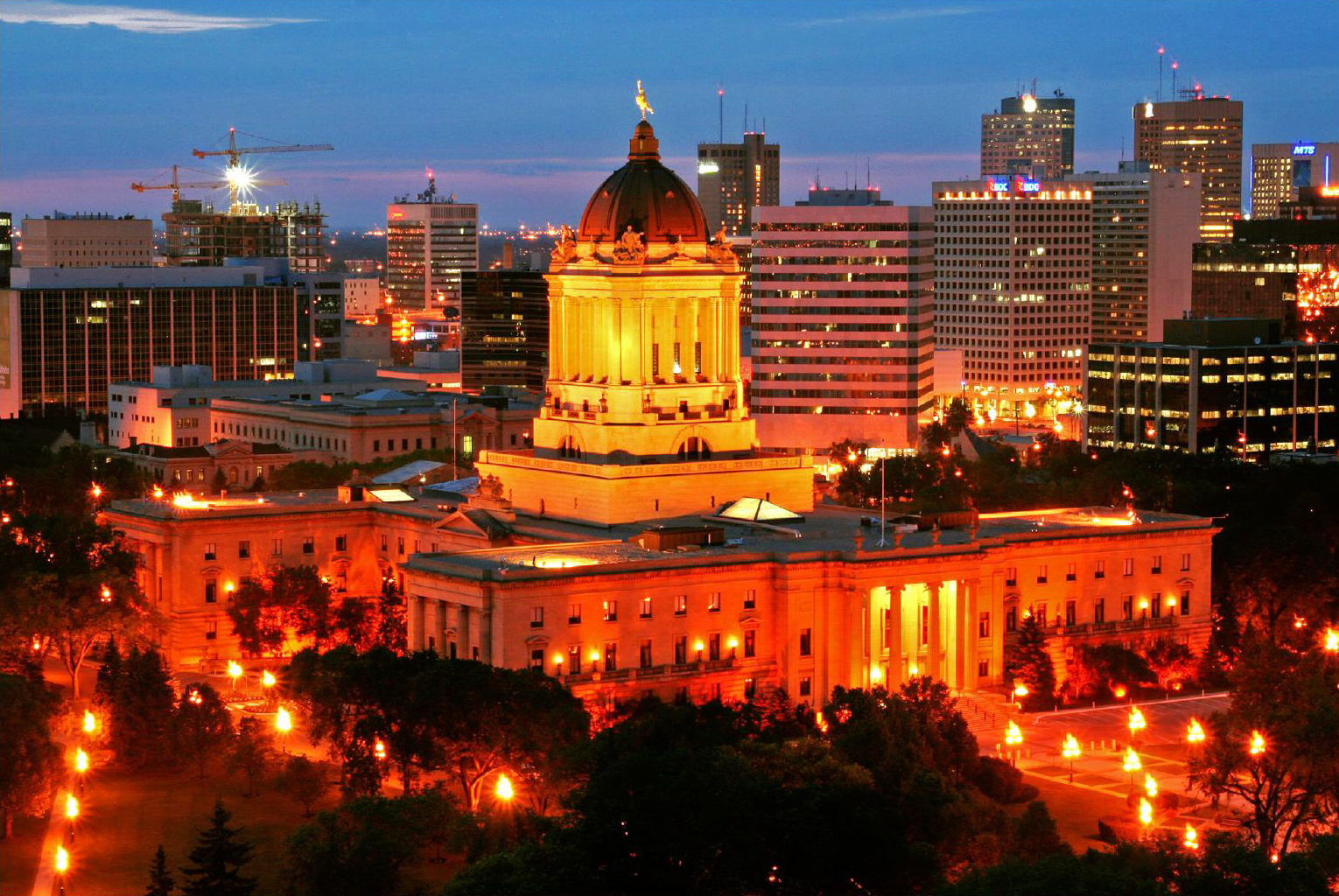
州議事堂

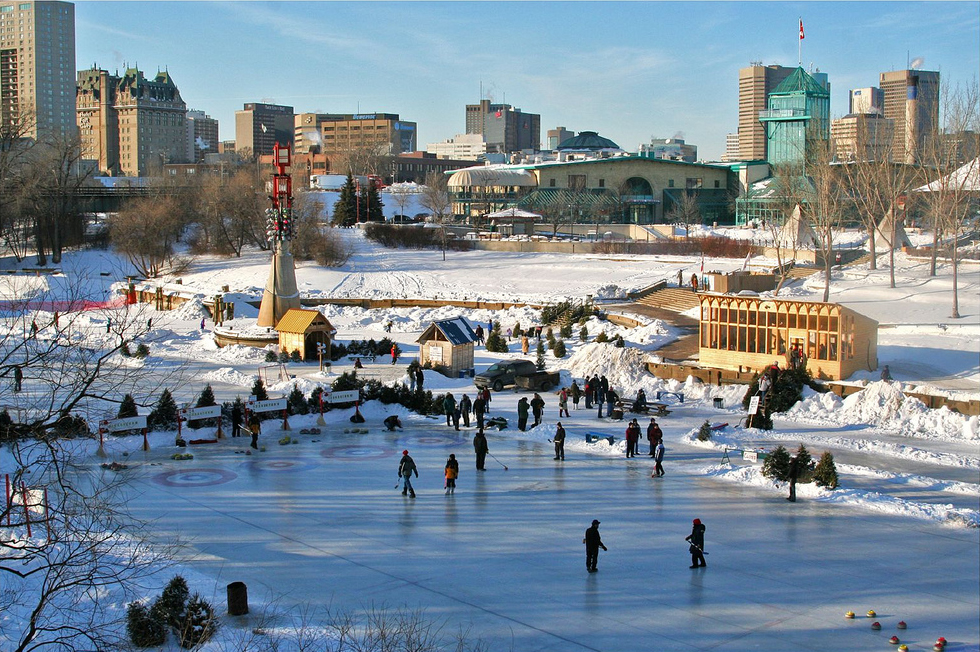
ウィニペグの真冬

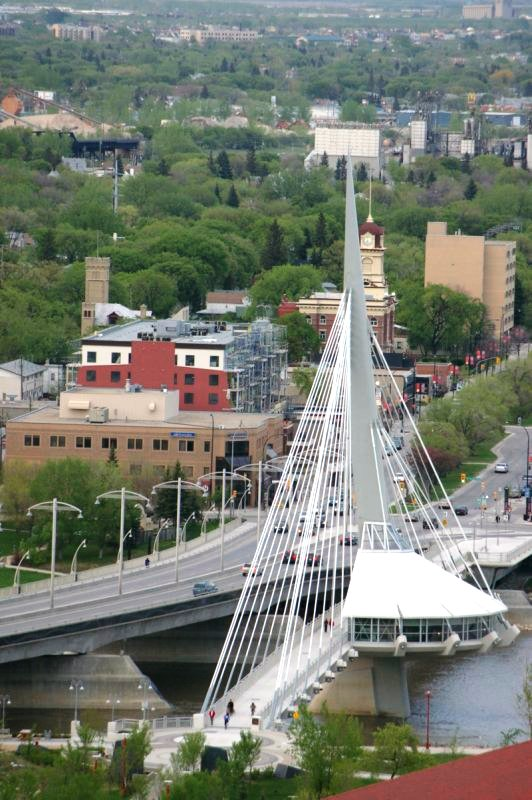
サンボニファスに架かるEsplanade Riel橋

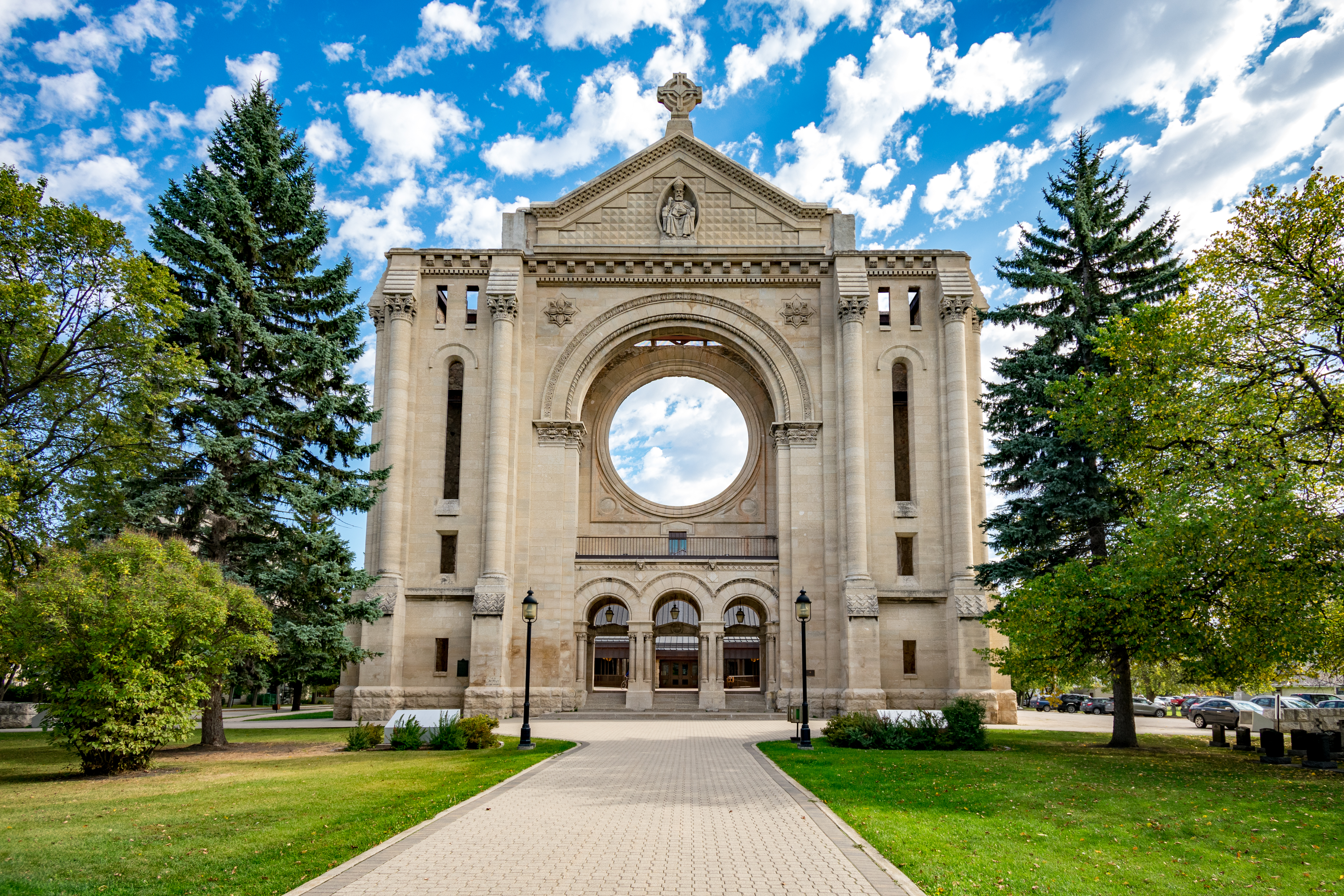
サンボニファス大聖堂

## 交通

ユニオン駅

### 市内交通
- ウィニペグ・トランジット - 公共交通機関でバスが市内全域を走っている。大人一般は2ドル95セント（2019年1月24日現在）で1時間半乗ることができるが、乗り継ぎなどを利用すれば3時間ほどで市内を一周することも可能である。通勤時間帯を除き、Route1,2,3が無料でダウンタウンを周回している。

### 鉄道
ウィニペグは古くから鉄道交通の拠点として発展し、かつては中心部と郊外と結ぶインターアーバン、路面電車が運行されていたが1955年に廃止になった。現在でもカナディアン・ナショナル鉄道(CN)、カナダ太平洋鉄道(CPR)、バーリントン・ノーザンサンタフェ・マニトバ鉄道、セントラルマニトバ鉄道が貨物列車のハブ拠点としている。
- VIA鉄道 - ユニオン駅 (ウィニペグ)（英語版） からカナダの各都市へカナディアン号が、マニトバ州内をハドソン・ベイ号が発着している。

### 空港
- ウィニペグ国際空港（Winnipeg International Airport, IATA空港コード: YWG） - マニトバ州内唯一の国際空港である。

## 教育

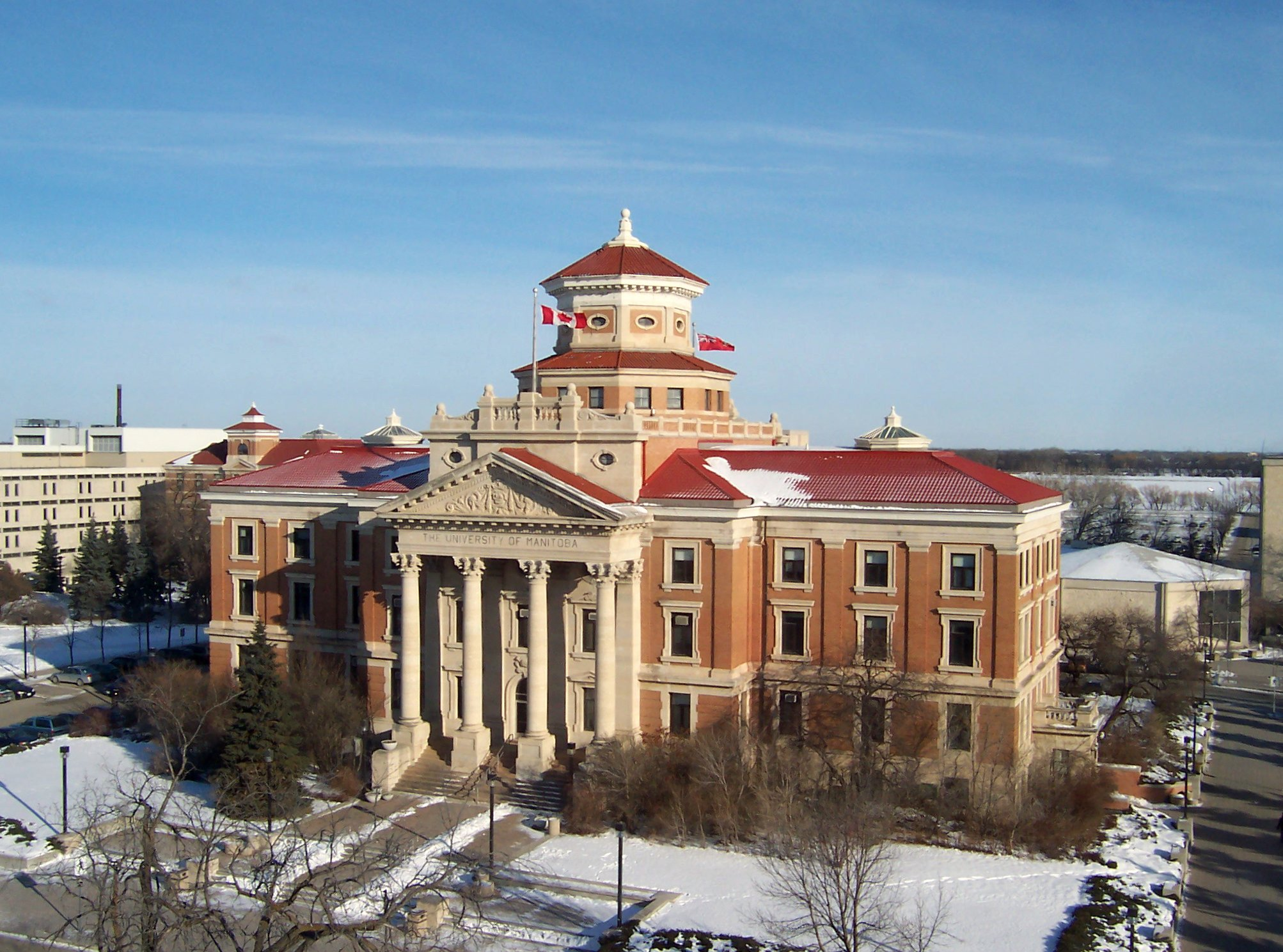
マニトバ大学

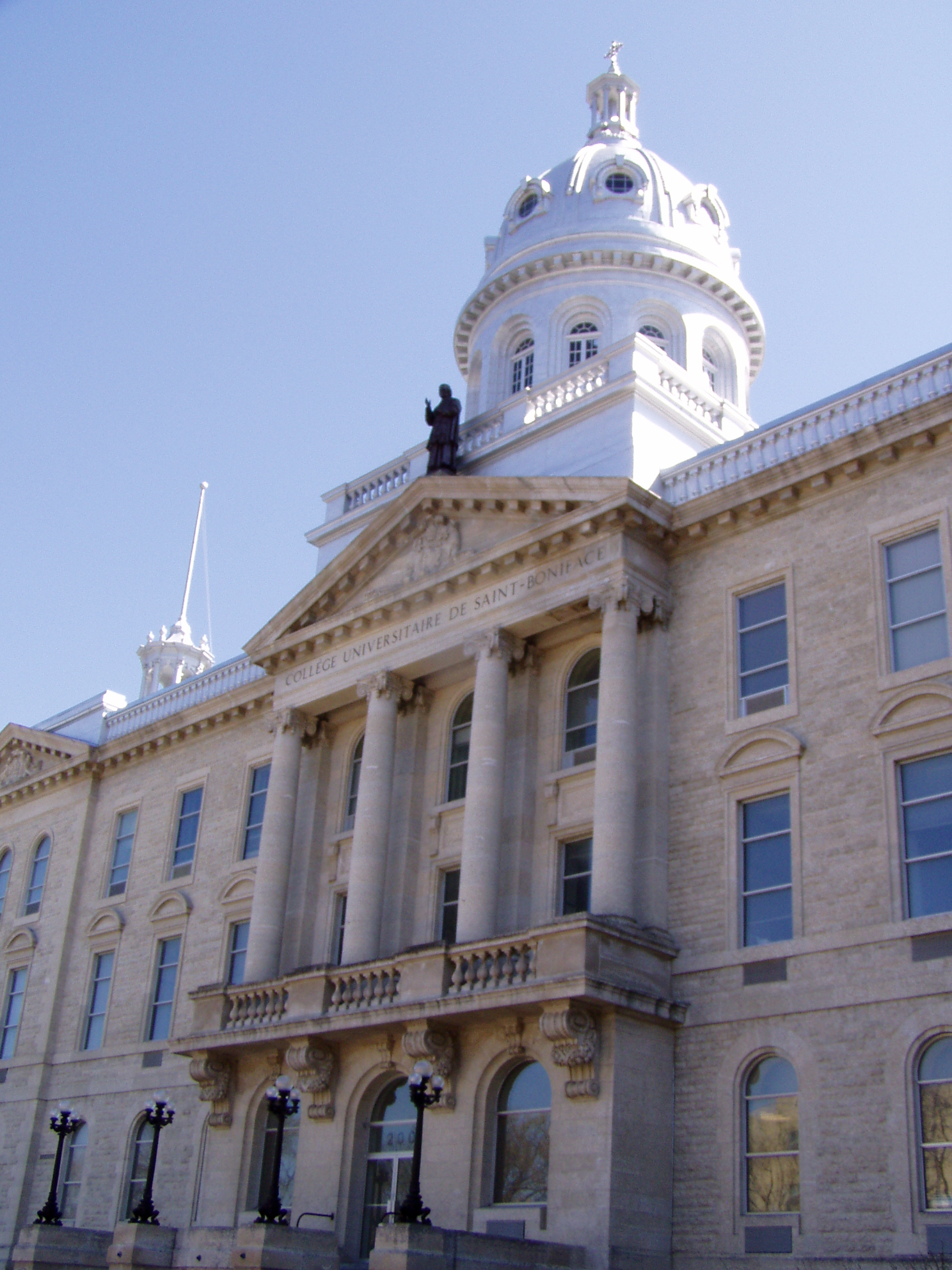
サンボニファス大学

ウィニペグの公立学校教育委員会は7つの組織によって運営されている。

### 大学
- マニトバ大学（University of Manitoba）- 学生数2万人を超し、マニトバ州内で最大の大学。國學院大學、相模女子大学などが提携を結んでおり、毎年多くの日本人学生が訪れている。毎年低評価を下されるため、2007年度より後述のマクレーン誌の大学満足度調査を断っている。
  - サンボニファス大学（Université de Saint-Boniface）- 学生数4千人の仏語で行うマニトバ大学傘下の公立大学。カナダ西部最大の仏語大学である。
- ウィニペグ大学（University of Winnipeg） - マニトバ大学と比較すると小規模な大学であるが、マクレーン誌の発表する CUSC（カナダ人学生の大学満足度調査）では毎年上位にランクされており、2006年度の調査ではオンタリオ州のNipissing大学に続いて2位であった。

### カレッジ
- レッドリバー・カレッジ（Red River College）
- ブース大学カレッジ（Booth University College）

### ESL
- ウィニペグ大学、マニトバ大学共に大学付属のESL（語学学校）があり、それぞれの大学進学を目的とした海外留学生や各国大学の海外留学プログラムによって派遣された若い留学生たちがいる。また、レッドリバー・カレッジ（EAL）やその他民間の経営するESLも市内にはいくつか存在する。
- 移民者にはウィニペグ市が無料で英語教育プログラムを開講している。

## スポーツ

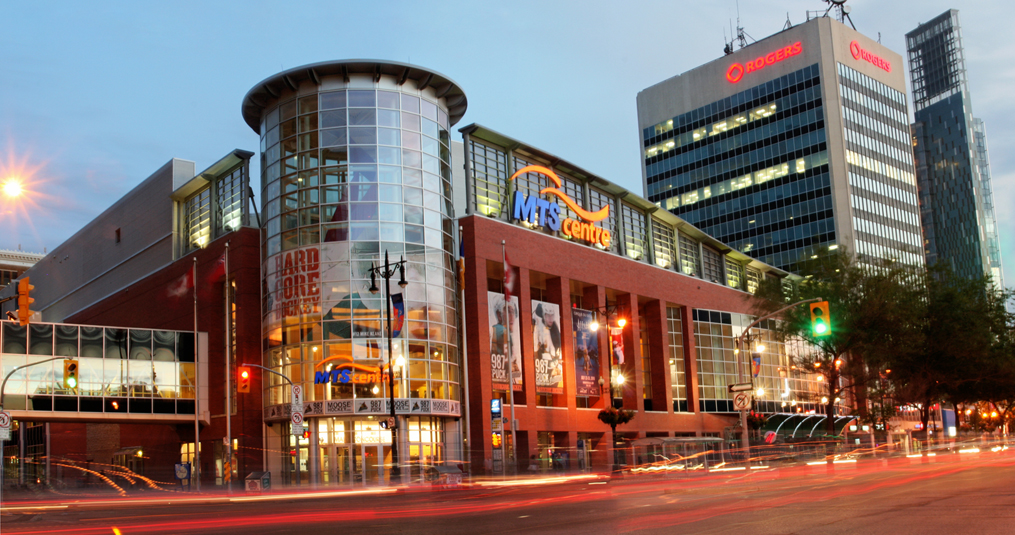
NHLマニトバジェッツの本拠地のベル・MTSプレイス（カナダライフ・センター）

市民が最も好んで参加するスポーツといえばホッケーであり、老若男女問わずに幅広い人々たちに愛されている。また「ホッケーの出来ない子供は学校で友達ができない」と言われるほどの熱狂ぶりである。インラインスケートを履いて行うスポンジホッケーというスポーツも行われている。
アイスホッケーはかつてNHLのチームでもあったウィニペグ・ジェッツが1996年にアリゾナ州フェニックスに移転、フェニックス・コヨーテズとなりチームを失った。その後マイナーリーグのマニトバ・ムースのみになったが多くの地元ファンが存在した。2011年にアトランタ・スラッシャーズがウィニペグに移転することとなり、新生ウィニペグ・ジェッツが誕生した。ウィニペグ・ジェッツはカナダライフ・センターを本拠地としている。街中の至る所でホッケーチームジャケットを着ている人たちを見かけることができる。カナディアンフットボールはCFLに所属するウィニペグ・ブルーボマーズという地元チームがある。野球は独立リーグだがウィニペグ・ゴールドアイズという地元チームがある。

## 芸術
- ロイヤル・ウィニペグ・バレエ団：1939年に前身となるウィニペグ・バレエ・クラブが設立され、1941年にウィニペグ・バレエ団に改称。1953年にエリザベス女王によりロイヤルの称号が与えられた。歴代の芸術監督はアーノルド・スポール、アンドレ・ルイスなど。

## 治安
- 2022年、ホームレスシェルターにいた先住民女性4人が殺害、遺棄される事件が発生。後に実行犯が逮捕され、2024年に終身刑4回の判決を受けた[7]。

## ウィニペグ出身の著名人

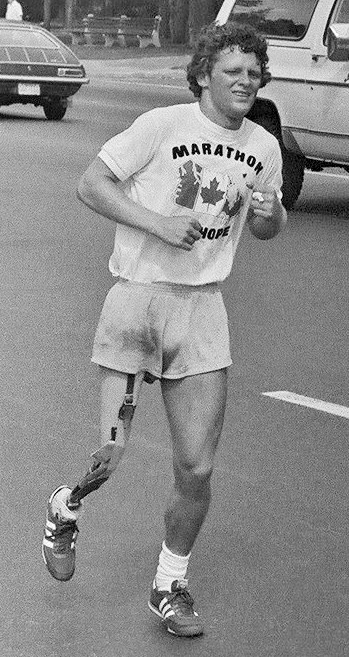
テリー・フォックス

- テリー・フォックス

1977年に癌による病気により右足膝下を失う。22歳の1980年、自分の病気の研究費用を集めるために右足は義足ながらも、その足でカナダ横断を試みた。1日約42 kmのペースで、合計143日間、 5,373 km 走り、その期間カナダ国民一人一人に1ドルずつの募金を募った。病気の進行により目的地までたどり着くことはできなかったが 36億カナダドル（3700億円）を集めることに成功した。カナダの国民的英雄として尊敬されている。
- ディアナ・ダービン - 女優
- アンナ・パキン - 女優
- ニア・ヴァルダロス - 女優
- ポール・マクスウェル - 俳優
- リチャード・カーハン - 俳優
- アンディ・バスゲイト - アイスホッケー選手
- テリー・ソーチャック - アイスホッケー選手
- クララ・ヒューズ - スピードスケート選手、自転車選手。夏冬両五輪メダリスト。
- トッド・マカロック - 元プロバスケットボール選手、元NBA選手、元カナダ代表。
- ジョージ・ゴーディエンコ - プロレスラー
- ゴードン・ネルソン - プロレスラー
- ムース・モロウスキー - プロレスラー
- クリス・ジェリコ - プロレスラー
- スティーブ・コリノ - プロレスラー
- アリソン・デインジャー - プロレスラー
- ケニー・オメガ - プロレスラー
- オリビア・ゲルーラ - 女子プロボクサー
- ガブリエル・ロワ - フランス語小説家
- アルステア・キャメロン - 天体物理学者
- デイヴィッド・ライマー - 少女として育てられた少年
- レミー・シャンド - ミュージシャン

## トリビア
- 蚊が夏場に大量発生する。湖岸では夕方になると蚊の羽ばたく音が合唱になって聞こえるほどである。州鳥は「蚊」であると多くのウィニペガーが認めている[8]。
- 冬季には-40℃程度にまで冷え込むが、夏季には35度以上の熱帯夜にもなり、これほど一年を通して寒暖の差が激しい街はなかなか見当たらない[8][注 1]。
- クマのプーさん（Winnie-the-Pooh）の名前の元となったクマのウィニーの名前はウィニペグに由来する[12]。
- 民間航空史上に残る有名な航空事故「ギムリー・グライダー」が発生した際、当該機はウィニペグ近郊を飛行しており、パイロットは当初ウィニペグ国際空港に緊急着陸をするべく準備を進めていた(最終的には同じマニトバ州のギムリー空軍基地跡に着陸)。またウィニペグ国際空港の管制官の協力が事態の解決に大きく役立った。

## 姉妹都市
| - 世田谷区（日本・東京都） - レイキャヴィーク（アイスランド） - ミネアポリス（アメリカ・ミネソタ州） - リヴィウ（ウクライナ） - マニラ（フィリピン） - 台中市（台湾） | - クオピオ（フィンランド） - ベエルシェバ（イスラエル） - 成都市（中国） - 晋州市（韓国・慶尚南道） - サン・ニコラス・デ・ロス・ガルサ（メキシコ・ヌエボ・レオン州） |